# فرخنده ساوجی
فرخنده ساوجی (زاده نیمه قرن سیزدهم شمسی در ساوه - درگذشته ۱۳۱۵ خورشیدی در ساوه) شاعر زن اهل ایران است.

## زندگی‌نامه
فرخنده ساوجی دختر «محمد کاظم خان نور خلج» در روستای عبدالله آباد که امروزه جزئی از شهر ساوه است زاده شد، وی از کودکی عمر خود را صرف سرودن شعر کرد و در اواخر عمر نابینا شد.
ازآثارش می توان به یک دیوان شعر اشاره نمود که با مقدمه‌ای از افخم السّادات سلطانی به چاپ رسیده است و مشتمل بر سه مجموعه شعر «ساقینامه»، «گل و بلبل» و «غدیریه» می‌باشد.

## فعالیت
فرخنده از كودكى به حسن خلق معروف بود و شعر مى‏ سرود. در اواخر عمر نابینا شد اما این عارضه او را از شعر گفتن بازنداشت. وى قصیده و غزل را به خوبى مى‏ سرود. دیوان اشعارش در سال 1307  با مقدمه افخم‏السادات سلطانى در تهران به چاپ رسیده و مشتمل است بر سه مجموعه شعر: «ساقی‏نامه»، «گل و بلبل» و «غدیریه» از اشعار اوست.

## نمونه شعر
| تا کی به پس پرده‌ای ای نور الهی |  | ما را نبود غیر ولای تو پناهی |
| ما گمشدگان را تو نماینده راهی  |  | از گوشه چشمت سوی عشاق نگاهی  |
| بی‌تابی عشاق شها بر تو عیان است |  |                              |